# Палладій Галатійський
Палладій Галатський (грец. Παλλάδιος Γαλατίας) (363 або 364 — 410-ті роки) — християнський літописець і єпископ Геленополіса у Віфінії. Відданий учнем святого Іоана Золотоуста. Найбільше пам'ятний працею «Історія Лаузіака». Також автор «Діалогу про життя Златоуста». Палладій вважається святим у Коптській православній церкві та у Сирійській православній церкві, де йому присвоєно почесне звання Відлюдник. Вшановується 29 листопада. 

## Біографія

### Ранні роки
Палладій народився в Галатії в 363 або 364 році. Присвятив себе чернецтву в 386 році або незадовго після цього, проживаючи на Оливковій горі.

### Подорожі
Палладій вирушив до Єгипту, щоб зустрітися з попередниками "Пустельних отців" (християнських ченців). 388 року він прибув до Александрії. Близько 390 року перебрався до Нітрії в Єгипті, відвідавши знаменитого Аббу Ор з Нітрії. Ще через рік Палладій вирушив на південний захід до району в пустелі, знаного як Келлія (Cellia, також пишеться Kellia).

### Пізніше життя та висвячення
Після подорожей його здоров'я погіршилося, і він вирушив до Палестини в пошуках більш прохолодного клімату. 400 року був висвячений на посаду єпископа Геленополіса у Віфінії, і незабаром був втягнутий у суперечки, які зосередились навколо постаті Іоана Золотоуста. 405 року знову вирушив до Риму, щоб засвідчити, що Златоуст не був єретиком і через це був засланий імператором Аркадієм на шість років до Сієни, що зараз відома, як Асуан. За час заслання створив біографію святого Іоана Золотоуста. У 412 або 413 році він був відновлений у єпископаті, як єпископ Аспуни (Галатія).
Основна праця Палладія була написана в 419-420 роках і знана як «Історія Лавзіака» (складена для Лавза, камергера при дворі Феодосія II). Вона також має назву «Життя друзів Божих». Ця історія детально описує єгипетське та близькосхідне християнське чернецтво.
Палладій помер приблизно у другому десятилітті п'ятого століття на території юрисдикції єпископату Аспуна.